# Jack Brooks: Monster Slayer
Jack Brooks: Monster Slayer är en kanadensisk film från 2007, regisserad och skriven av Jon Knautz.

## Handling
När han var liten bevittnade Jack Brooks det brutala mordet av sina föräldrar. Nu har han vuxit upp och kämpar sig genom livet tillsammans med sin tjatiga flickvän, terapi och kvällskurser som han knappt står ut med. Det hela leder fram till att en uråldrig förbannelse släpps lös.

## Rollista
| Robert Englund    | – Professor Gordon Crowley |
| Trevor Matthews   | – Jack Brooks              |
| Daniel Kash       | – Counselor Silverstein    |
| David Fox         | – Howard                   |
| Dean Hawes        | – Emmet                    |
| Rachel Skarsten   | – Eve                      |
| James A. Woods    | – John                     |
| Ashley Bryant     | – Kristy                   |
| Stefanie Drummond | – Janice                   |
| Chad Harber       | – Pat                      |
| Patrick Henry     | – Trevor                   |
| Meghanne Kessels  | – Suzy                     |
| Meg Charette      | – Erica                    |
| Kristyn Butcher   | – Celia                    |
| Andrew Butcher    | – Raymond                  |